# Waśkowce (Ukraina)
Waśkowce (ukr. Васьківці) – wieś na Ukrainie w rejonie krzemienieckim należącym do obwodu tarnopolskiego.